# Pädagoge
Ein Pädagoge (von altgriechisch παιδαγωγός paidagogós) ist eine Person, die sich mit dem erzieherischen Handeln, also der Praxis von Erziehung und Bildung und den Theorien der Pädagogik in der Regel professionell auseinandersetzt. Primär wird die Bezeichnung Pädagoge für eine Person gebraucht, die einen Studiengang aus dem Bereich der wissenschaftlichen Disziplin der Pädagogik abgeschlossen hat (im deutschsprachigen Raum gängige Abschlüsse sind die des Diplom-Pädagogen bzw. ein Staatsexamen oder ein Master in Erziehungswissenschaft). Da die Berufsbezeichnung Pädagoge nicht geschützt ist, umfasst sie vor allem in der Allgemeinsprache oft sämtliche pädagogisch tätigen Fachkräfte wie Lehrer und Erzieher.

## Ursprung des Begriffs
Der Begriff Pädagoge leitet sich aus dem altgriechischen Wort ὁ παιδαγωγός (ho paidagogós) ab und bezeichnete ursprünglich den Sklaven, der den Schüler zu seinem Lehrer begleitete (aus: παῖς ‚Knabe‘, ‚Kind‘; ἄγειν, ἀγω ‚führen‘, ‚ich führe‘) im Sinne von Knabenführer, dann Aufseher, Erzieher der Knaben, Leiter, Lehrer. Nicht selten wurden gelehrte Sklaven auch mit der übrigen Erziehung und Bildung betraut.

## Berufe und Arbeitsfelder
Das Spektrum pädagogischer Berufe und Arbeitsfelder ist breit gefächert: Pädagogisch ausgebildete Fachkräfte findet man hauptsächlich in den klassischen Arbeitsfeldern der Schulpädagogik, Sozialpädagogik, Sonder-, Heil- und Förderpädagogik, Erwachsenen- und Weiterbildung oder Geragogik. Seit 2011 gibt es auch das Berufsbild des Kindheitspädagogen, der schwerpunktmäßig im Sektor der Frühpädagogik ausgebildet wird.
Neben dem Diplom-Pädagogen führen die meisten Pädagogen die Berufsbezeichnung entsprechend ihrer jeweiligen Fachrichtung, wie etwa Sonderpädagogen, Sozialpädagogen oder Wirtschaftspädagogen.
Pädagogische Fachkräfte finden sich z. B. in den Arbeitsbereichen der Kinder- und Jugendhilfe, wie etwa Heimerziehung, Sozialpädagogische Familienhilfe sowie auch Hortbetreuung, Kindergarten oder Kinderkrippe und in der Förderung von körperlich und geistig behinderten Kindern und Jugendlichen. Insbesondere dieses vorhergehende, zur Sozialpädagogik zusammengefasste Arbeitsfeld geht oftmals fließend in die soziale Arbeit über. Des Weiteren haben beispielsweise Sonderpädagogen und Schulpädagogen oftmals ein breites Spektrum an Berührungs- und Schnittstellen – nicht nur an Sonderschulen und sozialpädagogisch begleiteten Ganztagsschulen. Über zusätzliche bzw. erweiterte Formen der Ausbildung oder während ihrer praktischen Tätigkeit spezialisieren sich manche Pädagogen weiter zum Drogenberater, Medienpädagogen, Zirkuspädagogen, Wildnispädagogen, Erlebnispädagogen, Naturpädagogen, Spielpädagogen, Sportpädagogen, Verkehrspädagogen oder Sexualpädagogen. Auch hier verschwimmen in der praktischen Arbeit die Grenzen zwischen Erziehung, Bildung und sozialer Arbeit.
Das Aufgabenfeld ist nicht nur (wie der Begriff vermuten lässt) auf die Erziehung, Bildung und Betreuung von Kindern und Jugendlichen begrenzt. Über die Aus- und Weiterbildung von Jugendlichen und Erwachsenen, aber auch über die Arbeit mit Eltern in Schulen, Heimen ist ein eigener Berufszweig der Pädagogik entstanden, die Erwachsenenbildung.

## Akademische Ausbildungen
Pädagogische Studiengänge werden an Universitäten, Pädagogischen Hochschulen, Fachhochschulen und Berufsakademien angeboten.
Das Hochschulfach Erziehungswissenschaft / Pädagogik konnte vor dem Bologna-Prozess im Rahmen von Diplom- und Magisterstudiengängen sowie auch in Lehramtsstudiengängen studiert werden. Im Zuge der europaweiten Vereinheitlichung von Studiengängen und -abschlüssen wurden die erziehungswissenschaftlichen Studiengänge nahezu vollständig und die Lehramtsstudiengänge teilweise auf Bachelor- und Masterstudiengänge umgestellt.
Der Großteil der pädagogischen Fachrichtungen / Teildisziplinen kann als Studienrichtung im Studiengang Erziehungswissenschaft / Pädagogik studiert werden. Einige Fachrichtungen gibt es auch als eigenständige Studiengänge, wie die Sozialpädagogik / Soziale Arbeit und Sonder- und Heilpädagogik.
Akademische Grade
Pädagogische Bachelor- und Masterstudiengänge werden an Hochschulen und Berufsakademien angeboten. Sie führen vorwiegend die Abschlussbezeichnungen Bachelor of Arts (B.A.) bzw. Master of Arts (M.A.).
Universitätsabsolventen
- Bildungswissenschaftler M.A.
- Bildungswissenschaftler B.A.
- Diplom-Pädagoge/Erziehungswissenschaftler
- Pädagoge M.A.
- Pädagoge BA
- Diplom-Sozialpädagoge (Universität)
- Diplom-Heilpädagoge
- Diplom-Rehabilitationspädagoge
- Diplom-Sonderpädagoge

Hochschulabsolventen/Fachhochschulabsolventen
- Diplom-Heilpädagoge
- Diplom-Kulturpädagoge
- Diplom-Pflegepädagoge
- Diplom-Sozialpädagoge
- Diplom-Religionspädagoge
- Kindheitspädagoge
- Akademischer Erlebnispädagoge
- Berufspädagoge für Pflege- und Gesundheitsberufe[1]

Berufsakademieabsolventen
- Diplom-Sozialpädagoge (BA)

## Nicht-akademische Ausbildungen
Pädagogische Berufe werden an Fachschulen oder Berufsfachschulen angeboten und dauern, je nach Bundesland, Vorerfahrung und Wertigkeit der Ausbildung, zwei bis fünf Jahre.
Fachschulen
Zu den pädagogischen Ausbildungsberufen dort gehören:
- Heilpädagoge
- Heilerziehungspfleger
- Erzieher

Berufsfachschulen
- Religionspädagoge (FA)
- Sozialassistent mit Schwerpunkt Sozialpädagogik
- Kinderpfleger
- Heilerziehungspflegehelfer
- Arbeitserzieher